# Anton Pibernik
Anton Pibernik, slovenski arhitekt, * 15. marec 1932, Ljubljana.
Oče Mirko Pibernik (1905-1947), dipl.inž.kemije in žrtev političnega procesa, mati Maca roj. Burger (1899-1968), bančna uradnica, matura na ljubljanski Klasični gimnaziji 1950,študent na Fakulteti za arhitekturo Tehniške visoke šole v Ljubljani, od leta 1953 v seminarju prof. Edvarda Ravnikarja, od jeseni 1952 do poletja 1956 instruktor-demonstrator na Oddelku za splošne predmete TVŠ pri prof. dr. Luju Šukljetu, diplomiral 9. januarja 1957,z diplomskim delom "Ljubljanski region". 1958-61 zaposlen na Zavodu za zadružno gradnjo OLO ljubljana, nazadnje kot vd. šefa oddelka za projektiranje in tehnično dokumentacijo, od maja 1961 zaposlen na Investicijskem zavodu za izgradnjo Trga revolucije v Ljubljani kot projektant v oddelku za projektiranje. Od aprila 1979 do aprila 1988 direktor IZTR. Upokojen z majem 1993.

## Priznanja in odlikovanja
```
V letu 1956 skupaj z Vladimirem Mušičem - Bracom soprejel Prešernovo nagrado Univerze v Ljubljani za "Študijo stanovanjskih sosesk v bližini ljubljanskega mestnega centra" Leta 
1970
 je soprejel z Vladislavom Sedejem 
nagrado Prešernovega sklada
 »za hotel Rudar v Trbovljah«
[
1
]
. Sodeloval je z Edvardom Ravnikarjem pri projektiranju Trga republike oz. soavtor z Edvardom Ravnikarjem in Vladislavom Sedejem Maximarketa v Ljubljani. Soavtor z Vladislavom Sedejem zasnove Trga in vseh objektov na Trgu revolucije v Trbovljah.
```

.